# Capitólio Estadual de Nova Hampshire
Capitólio Estadual de Nova Hampshire.
O Capitólio Estadual de Nova Hampshire (em inglês: New Hampshire State House) é a sede do governo do estado de Nova Hampshire. Localizado na capital, Concord, o edifício foi concluído em 1819, pelo arquiteto Stuart Park, e construído em estilo neoclássico.